# (184212) 2004 PB112
(184212) 2004 PB112 est un objet transneptunien qui mesurerait entre 100 et 220 km de diamètre. Son aphélie est de 184,6 UA et son périhélie de 35,3 UA, il possède donc une orbite excentrique. À son périhélie, il se situe parfois plus près du Soleil que Pluton. Il est passé au périhélie le 25 octobre 2011.